# Алекса Аврамовић
Алекса Аврамовић (Чачак, 25. октобар 1994) српски је кошаркаш. Игра на позицији плејмејкера, а тренутно наступа за Дубаи.

## Биографија
Аврамовић је прошао комплетну школу Младости из Чачка где је наступао и за први тим овог клуба. Пред почетак сезоне 2013/14. је потписао дугогодишњи уговор са Борцем из Чачка, потом се за сезону 2014/15. преселио у ОКК Београд да би се пред почетак сезоне 2015/16. вратио у Борац. У овој сезони је скренуо пажњу на себе одличним играма. На утакмици Кошаркашке лиге Србије против Младости из Земуна имао је индекс корисности 63. Сезону 2015/16. је завршио као најкориснији играч Кошаркашке лиге Србије а потом и Суперлиге Србије.
У јуну 2016. године прелази у италијански Варезе. У екипи Варезеа је провео наредне три сезоне, а у последњој сезони је бележио просечно 17,7 поена у италијанској Серији А. У јуну 2019. је потписао двогодишњи уговор са Уникахом, међутим већ у децембру исте године је прослеђен на позајмицу у Естудијантес до краја 2019/20. сезоне. Провео је у Естудијантесу и наредну 2020/21. сезону у којој је био други најбољи стрелац шпанске АЦБ лиге.
У јулу 2021. је потписао двогодишњи уговор са Партизаном. Током сезоне 2022/23, Партизан је елиминисан од Реал Мадрида у тесној серији плеј-офа Евролиге. Аврамовић је током сезоне у Евролиги на 23 одигране утакмице просечно бележио 6,3 поена, 1,3 асистенције и 1,9 скока по утакмици. Сезону је завршио освајањем АБА лиге, после победе од 3:2 у финалу над Црвеном звездом.
За репрезентацију Србије је дебитовао у квалификацијама за Светско првенство 2019. у Кини. Играо је за национални тим и током лета 2021. године на квалификационом турниру за Олимпијске игре у Токију. Са репрезентацијом Србије је освојио сребрну медаљу на Светском првенству 2023 које је играно у Индонезији, Јапану и на Филипинима.

## Лични живот
Аврамовић је детињство и младост провео у Чачку. Био је ученик ОШ „Милица Павловић” и чачанске гимназије. Као млади момак, био је навијач КК Црвена звезда. У браку је са Теодором још од 2022.

## У популарној култури
На утакмици Партизан-Андора 2021., Жељко Обрадовић је био толико изнервиран те је Аврамовића жестоко критиковао. Снимак са те утакмице је касније постао виралан на друштвеним мрежама.
Током конференције за медије након утакмице Србија-Немачка на Мундобаскету 2023., реакција Аврамовића на питање немачког новинара је послужио као материјал за многе мимове.
Након полуфиналног пораза од САД-а на Олимпијским играма у Паризу 2024., исечак његове изјаве је постао мим за веома кратко време.

## Успеси

### Клупски
- Партизан:
  - Јадранска лига (1): 2022/23.

- ЦСКА Москва:
  - Суперкуп ВТБ јунајтед лиге (1): 2024.

### Репрезентативни
- Светско првенство:  2023.
- Летње олимпијске игре:  2024.

### Појединачни
- Најбољи одбрамбени играч на Олимпијским играма 2024.[21]
- Најкориснији играч Суперкупа ВТБ јунајтед лиге (1): 2024.
- Најкориснији играч Кошаркашке лиге Србије (1): 2015/16.
- Најкориснији играч Суперлиге Србије (1): 2015/16.